# Березневе
Березне́ве (раніше — хутір Березневий) — село в Україні, в Ушомирській сільській територіальній громаді Коростенського району Житомирської області. Кількість населення становить 227 осіб (2001).
У селі розміщений «Пугачівський психоневрологічний інтернат» Житомирської обласної ради, до 2017 року — «Пугачівський дитячий будинок-інтернат».

## Населення
Відповідно до результатів перепису населення СРСР, кількість населення ради, станом на 12 січня 1989 року, становила 321 особу.
Станом на 5 грудня 2001 року, відповідно до перепису населення України, кількість мешканців сільської ради становила 227 осіб.

### Мова
Розподіл населення за рідною мовою за даними перепису 2001 року:
| Мова       | Кількість | Відсоток |
| ---------- | --------- | -------- |
| українська | 226       | 99.56 %  |
| російська  | 1         | 0.44 %   |
| Усього     | 227       | 100 %    |

## Історія
Станом на 1 жовтня 1941 року — поселення «8 березня» Пугачівської сільської ради Коростенського району. Станом на 1 вересня 1946 року — хутір Березневий Пугачівської сільської ради, на 10 лютого 1952 року значиться з поміткою «зселений».
5 березня 1959 року, внаслідок об'єднання сільських рад, увійшов до складу Ушомирської сільської ради Коростенського району. 29 червня 1960 року, відповідно до рішення Житомирського облвиконкому № 683 «Про об'єднання деяких населених пунктів в районах області», у зв'язку з фактичним злиттям, офіційно об'єднаний із с. Пугачівка.
28 липня 2016 року село увійшло до складу новоствореної Ушомирської сільської територіальної громади Коростенського району Житомирської області.